# Octolasmis hoeki
Octolasmis hoeki is een rankpootkreeftensoort uit de familie van de Poecilasmatidae. De wetenschappelijke naam van de soort is voor het eerst geldig gepubliceerd in 1894 door Stebbing.